# Prefectura Superior de Policia de Catalunya
La Prefectura Superior de Policia de Catalunya és un edifici situat a la Via Laietana, 43 de Barcelona, catalogat com a bé amb elements d'interès (categoria C). Actualment és la seu central del Cos Nacional de Policia a Catalunya, del qual depenen les comissaries on s'expedeixen els DNI de ciutadans espanyols.

## Història

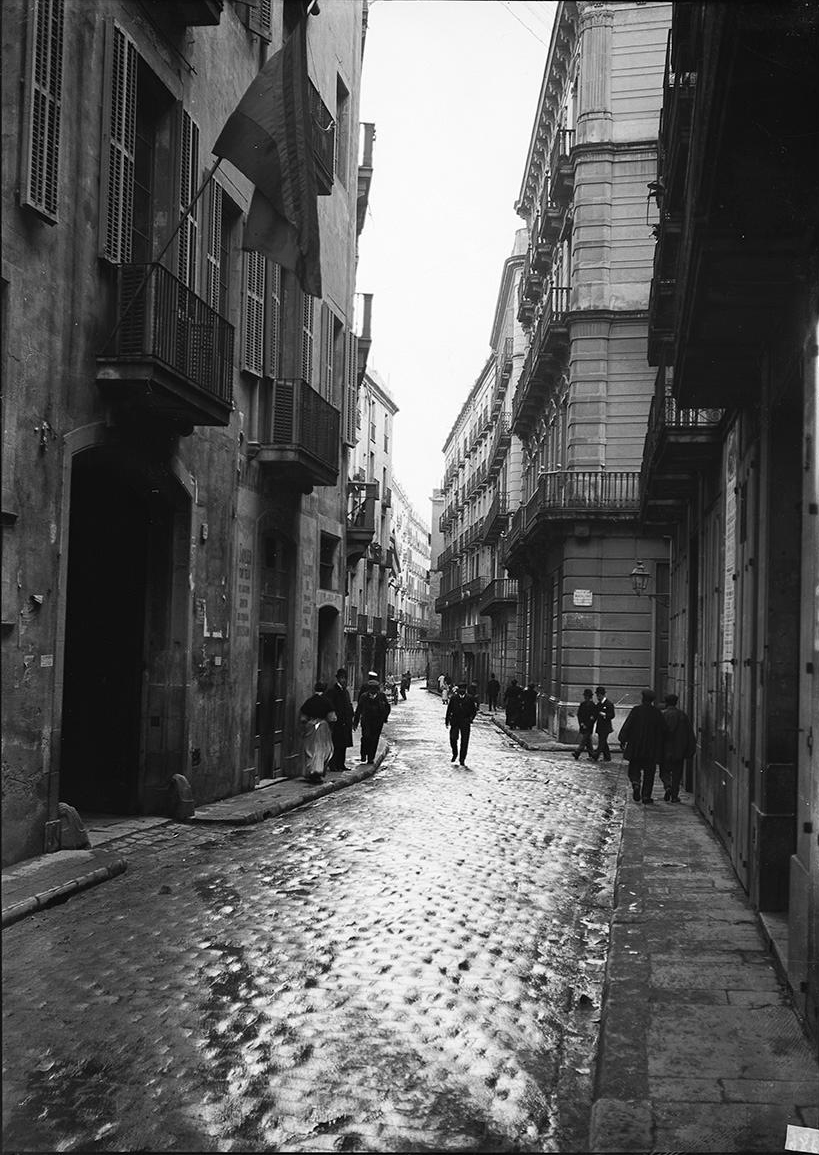
Carrer de la Riera de Sant Joan (1908). A l'esquerra, la casa-fàbrica Clarós-Serra i a la dreta, la casa de Teresa Vidal-Quadras i Rabassa

En aquest indret hi havia el monestir de les Magdalenes, venut per les monges a Lluís Ferran d'Alòs i de Martín (futur marquès de Dou) el 1876, que el faria enderrocar per a urbanitzar la zona. El 1878, l'indià Aleix Vidal-Quadras i Ramon i la seva filla Teresa Vidal-Quadras i Rabassa en van adquirir sengles parcel·les a les cantonades de la Riera de Sant Joan amb la perllongació del carrer de Montsió (actualment Julià Portet), on van fer construir sengles edificis d'habitatges. El d'Aleix (núm. 35, actual 41), fou projectat per l'arquitecte Elies Rogent i Amat, i el de Teresa (núm. 37, actual 43), pel mestre d'obres Jeroni Granell i Mundet.

### Prefectura Superior de Policia
L'any 1929, Teresa Vidal-Quadras va vendre la finca a l'Estat, representat pel governador civil José de Azcárraga y Gutiérrez de Caviedes, que la va destinar a seu de la Prefectura Superior de Policia, dependent del Ministeri de la Governació. El preu fou de 1.700.000 pessetes i l'escriptura es va formalitzar davant el notari Manuel Pineda el 26 d'abril, essent inscrit al Registre de la Propietat el 14 de juny.
La Generalitat republicana hi va instal·lar la Comissaria General d'Ordre Públic, sota les ordres de Frederic Escofet. Hi van treballar dirigents com Miquel Badia, dirigent d'Estat Català i comissari d'Ordre Públic la primavera del 1936. Des d'aquest edifici, Lluís Companys gestionà els primers dies de revolta militar de juliol del 1936.
El 1941, el nou règim franquista hi va instal·lar la Sisena Brigada d'Investigació Social, també dita Brigada Político-Social (BPS), convertint els seus despatxos en el centre de la repressió violenta de tota oposició al règim. Estava estructurada en grups especialitzats: I - Afers Laborals, II - Activitats Catalanoseparatistes, III - Activitats Comunistes, IV - Activitats Anarquistes, Trotskistes i Socials, VII - Servei d'Universitat. El seu primer dirigent fou Eduardo Quintela Bóveda.
Els calabossos dels soterranis es van fer servir com a sales de tortura. Hi destaca el paper dels germans Antonio i Vicente Creix, comissaris d'aquesta brigada i coneguts pel seu historial d'extorsions. Segons Enric Pubill, president de l'Associació d'Expresos Polítics del Franquisme, que hi va passar 31 dies l'any 1949, Antonio es va especialitzar a perseguir comunistes, mentre que el germà petit, Vicente, seguia de prop els cercles universitaris i catalanistes. L'escriptor Manuel Vázquez Montalbán els va definir com a «professionals de la humiliació». També van patir les seves tortures activistes de tot signe de la lluita antifranquista, com Joan Oliver, Joan Comorera o Gregorio López Raimundo, Josep Maria Benet i Jornet, Oriol Bohigas, Maria del Mar Bonet, Josep-Lluís Carod-Rovira, Guillermina Motta, Quico Pi de la Serra, Jordi Pujol o Carles Santos, entre molts d'altres. Algunes de les tècniques de tortura aplicades eren, entre d'altres, el corro, en què el detingut era al centre d'una circumferència de policies que li pegaven a discreció cops de puny, de porra o puntades de peu. Un altre era la banyera, que consistia en l'ofegament a petites dosis: posar i treure el cap en una galleda plena d'aigua o orina. Amb la tècnica de la cigonya emmanillaven els canells per darrere dels genolls, deixant els detinguts llargues hores a la gatzoneta.
El Govern franquista va signar uns pactes amb els Estats Units, gràcies als quals alguns dels agents de Via Laietana van rebre classes de lluita anticomunista a la seu de l'FBI. Es responsabilitza els germans Creix de planificar l'assassinat del guerriller Quico Sabater, de desactivar la Caputxinada i d'interrogar als implicats en els fets del Palau de la Música. El 1968, Antonio Creix fou destinat al País Basc per a participar en les detencions del Procés de Burgos i Vicente va esdevenir el cap del BIS a la ciutat.
Segons el cens de 1974, la BIS tenia 120 funcionaris de plantilla, i el departament d'Ordre Públic adscrit, uns 79 més. La documentació es va conservar en un magatzem de la Casa Vilardell, per a ser enviada posteriorment a l'Arxiu Històric de la Policia Espanyola a Alcalá de Henares. Durant aquest període, l'historiador Antoni Batista en va poder fer fotocòpies, actualment conservades al Centre d'Estudis Històrics Internacionals de la Universitat de Barcelona. Hi destaquen els atestats, fitxes dels detinguts de l'Assemblea de Catalunya o informes de seguiments.
A la Transició, les tortures es van acabar formalment, però la Prefectura de la Via Laietana no es va aconseguir desfer de la seva imatge sòrdida. Posteriorment, l'edifici esdevindria la comissaria central de Barcelona fins al desplegament dels Mossos d'Esquadra a principis del segle xxi. Actualment l'ocupen algunes unitats especialitzades de la Policia Nacional Espanyola.

### Proposta de museïtzació
El 6 de juliol del 2005, davant mateix de la prefectura, un grup format per Jordi Carbonell, com a testimoni dels torturats; Pep Cruanyes, de la Comissió de la Dignitat, i el diputat Joan Tardà, van fer una roda de premsa demanant la museïtzació de l'espai. Anys més tard, l'estiu del 2017, es va aprovar una proposta no de llei al Congrés dels Diputats per a la seva museïtzació, que va tirar endavant tot i els vots en contra del Partit Popular. L'objectiu era crear-hi un museu-centre memorial, documental i arxivístic de la repressió franquista a Catalunya. Una altra proposta que valorava el consistori barceloní era crear un espai similar a la Presó Model.
El 23 de desembre del 2022, el Ple de l'Ajuntament de Barcelona va aprovar la proposta d'adhesió a la crida internacional per a convertir la Prefectura en un centre de memòria i instar el Govern espanyol a desafectar l'immoble com a centre operatiu policial i transferir-lo a les institucions catalanes. La proposició va comptar amb els vots a favor d'Esquerra Republicana de Catalunya, Barcelona en Comú i Junts, els vots contraris de Ciutadans, Partit Popular, Valents i la regidora no adscrita i l'abstenció del Partit dels Socialistes de Catalunya. El 7 de febrer del 2023, en una sessió del Senat espanyol, el ministre de la Presidència Félix Bolaños va respondre a la senadora d'ERC Adelina Escandell que la prefectura ja s'havia «resignificat» perquè el que va ser un «símbol de la pitjor repressió franquista avui és un lloc on homes i dones que formen part de les forces i cossos de seguretat de l'Estat treballen per la seguretat de tots nosaltres i d'acord amb la Constitució i els valors democràtics».

### Dirigents històrics
- Eduardo Quintela Bóveda (1941-1943)[16]
- Pedro Polo Borreguero (1943-1955)
- Antonio Juan Creix (1955-1968)
- Vicente Juan Creix (1968-1975)

## Descripció
Edifici amb tres façanes de planta baixa (desdoblada en semisoterrani i entresòl) i cinc pisos. La composició de les façanes es fa segons eixos verticals de balcons de llosana individual (excepte el primer pis, on el balcó és corregut), coronats per frontons de llenguatge classicista. La planta baixa i l'entresòl estan formades per obertures que continuen els eixos definits i un portal central de dues plantes d'alçada. El parament és de franges horitzontals (més marcades a la planta baixa), excepte als tres pisos superiors, que són d'estuc llis. El coronament és una barana sostinguda per mènsules i les cantonades són arrodonides.
Durant la dictadura franquista, els despatxos dels grups i les sales d'interrogatori es repartien per les diverses plantes, i els calabossos eren al soterrani. També hi havia un espai dedicat a arxiu, on es conservaven els informes confidencials, declaracions de detinguts i les fitxes en un conjunt de calaixeres metàl·liques.